# 麻粒岩
麻粒岩又名粒变岩，是一种变质岩，变质程度较深，颗粒较粗，具有粒状变晶结构，有不明显的片麻状结构或块状构造，其特点是没有含水矿物，如云母、角闪石等，常含有斜长石、铁铝榴石或辉石。
最常见的麻粒岩有：
- 长英麻粒岩，是由粉砂岩、硅质页岩、中酸性岩浆岩等变质而成的，主要成分为铁铝榴石、钾长石、斜长石和石英；
- 辉石麻粒岩，是由基性岩浆岩变质而成的，主要成分为铁铝榴石、透辉石和中基性斜长石。